# Bourg-Argental
Bourg-Argental település Franciaországban, Loire megyében. Lakosainak száma 2920 fő (2022. január 1.). Bourg-Argental Saint-Marcel-lès-Annonay, La Versanne, Burdignes, Colombier, Saint-Julien-Molin-Molette, Saint-Sauveur-en-Rue és Thélis-la-Combe községekkel határos.

## Népesség
A település népességének változása:
| Lakosok száma | 3091 | 3150 | 2877 | 2926 | 2933 | 2902 | 2922 | 2937 | 2950 | 2920 |
|               | 1968 | 1982 | 1990 | 2006 | 2013 | 2015 | 2017 | 2019 | 2020 | 2022 |